# Skede
Skede – miejscowość (tätort) w Szwecji, w regionie administracyjnym (län) Jönköping, w gminie Vetlanda.
Według danych Szwedzkiego Urzędu Statystycznego liczba ludności wyniosła: 289 (31 grudnia 2015), 288 (31 grudnia 2018) i 285 (31 grudnia 2019).